# Понте ди Позара (Маса-Карара)
Понте ди Позара је насеље у Италији у округу Маса-Карара, региону Тоскана.
Према процени из 2011. у насељу је живело 18 становника. Насеље се налази на надморској висини од 220 м.